# Палембанги
Палембанги (палембанзькі малайці, мусі-малайці, власна назва: вонг-палембанг, Wong Palembang) — малайський народ в Індонезії, на південному сході острова Суматра.
Включають субетнічні групи: палембанг, мусі, мусі-баньюасин, мусі-секаю.
Від інших малайських обласних груп відрізняються культурною та мовною специфікою. Ідентифікують себе як окремий етнос, тому офіційна статистика не включає палембангів до складу малайців Індонезії.

## Розселення і чисельність
Палембаги займають північні дві третини провінції Південна Суматра, розселені вони також на північному сході провінції Лампунг та в суміжних з Південною Суматрою районах провінцій Джамбі та Бенгкулу. Основний етнічний масив розташований у басейні річки Мусі (індонез. Sungai Musi) з центром у місті Палембанг, він охоплює округи Баньюасин, Мусі-Баньюасин, Нижній Оґан-Комерінг, місто Палембанг.
Під час перепису населення 2010 року палембанги включалися до складу народів Південної Суматри (індонез. Suku asal Sumatera Selatan); вони є основним етносом цієї групи. Загальна чисельність народів Південної Суматри в Індонезії становила 5 119 581 особа (2,16 % населення країни, 11 місце), найбільше їх проживало в провінціях Південна Суматра 4 120 408 осіб (55,31 % населення провінції), Лампунг 409 151 особа (5,38 %), Бенгкулу 144 197 осіб (8,41 %), Західна Ява 95 502 особи (0,22 %), Джакарта 71 987 осіб (0,75 %), Бантен 64 803 особи (0,61 %), Джамбі 57 663 особи (1,86 %), Банка-Белітунг 47 956 осіб (3,92 %), Острови Ріау 32 941 особа (1,97 %), Західний Калімантан 23 428 осіб (0,53 %).

## Мова
Говорять мусі-малайською (палембанзькою) мовою (власна назва Baso Palembang), що утворює ланцюжок взаємно зрозумілих діалектів. Іноді палембанзьку мову розглядають як один із діалектів малайської. Вона дуже схожа з індонезійською мовою, але має деякі характерні особливості. Зокрема приголосний r у палембанзькій вимовляється неясно, а в кінці слів часто використовується голосний o.
Користуються також індонезійською мовою. Власної писемності мусі-малайська не має, навчання проводиться індонезійською, релігійна література також написана індонезійською. Проте мусі-малайська мова перебуває в активному використанні, існує словник, граматика, фольклор, ведуться передачі на радіо, телебаченні. Люди мають позитивне ставлення до рідної мови. Міський діалект Палембангу функціює як регіональна мова, ним володіють не лише палембанги, а й значна частина інших народів Південної Суматри.

## Релігія

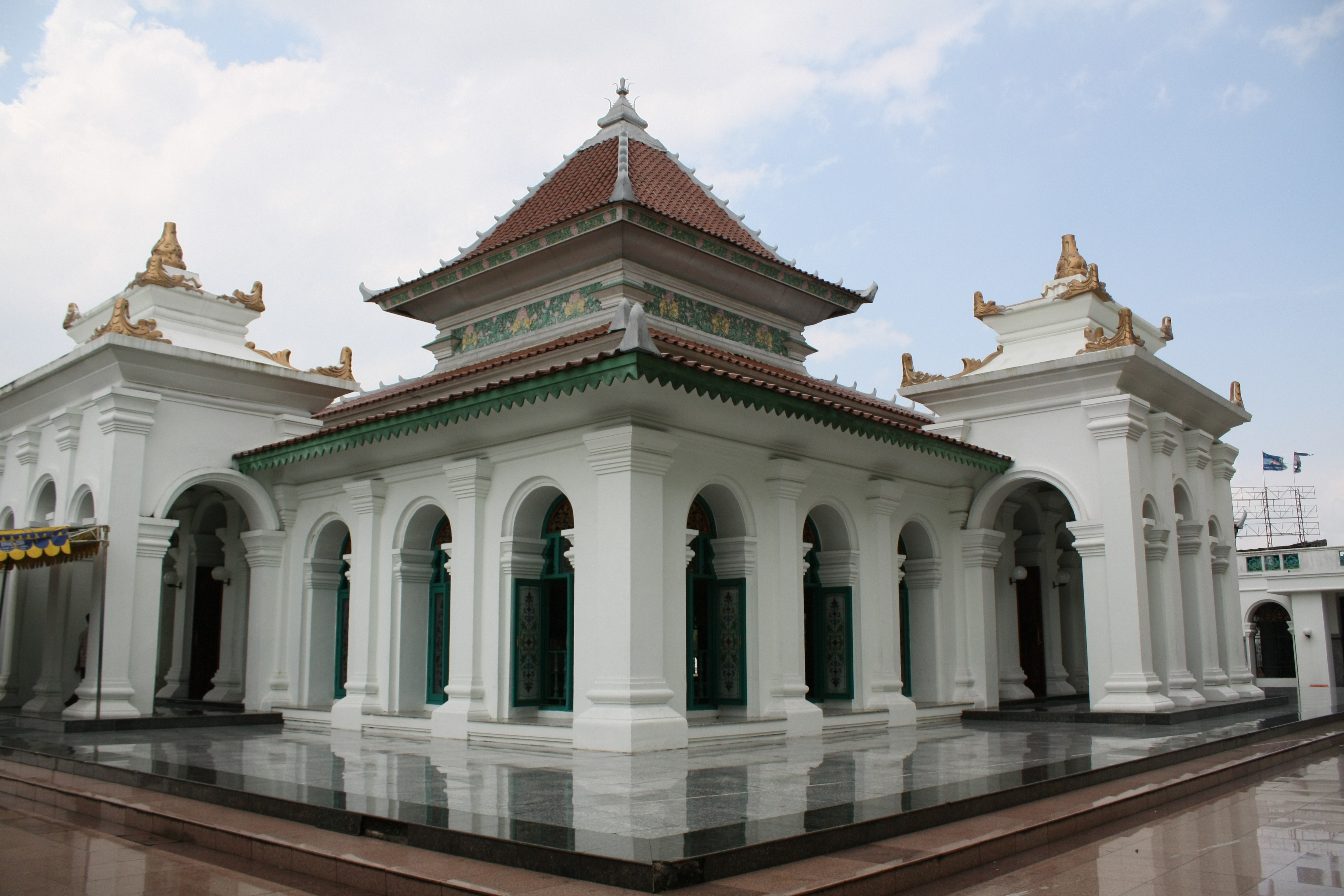
Велика мечеть у Палембанзі.

Майже всі палембанги дотримуються ісламу, релігія є частиною їхньої ідентичності. Для них важливо, що їхні предки були мусульманами й передали релігію своїм нащадкам як складову культури народу. Віра для палембангів полягає в ретельному виконанні всіх релігійних обов'язків. П'ятниця — вихідний, більшість чоловіків у цей день бере участь у п'ятничних молитвах. Протягом місяця Рамадан більшість людей старанно поститься.
Шлюб допускається лише між мусульманами. Якщо один із партнерів не є мусульманином, він повинен змінити свою релігію на іслам, а якщо це чоловік, то ще й пройти обрізання. Коли хтось із партнерів не бажає змінювати свою релігію, весілля скасовується.
Хоча усвідомлення мусульманської віри в палембангів є високим, в багатьох сферах життя все ще помітною лишається роль шамана. Шаман має поважний соціальний статус і високо шанується в суспільстві. Наприклад, якщо щось було втрачено або хтось захворів, люди зазвичай спочатку звертаються до шамана.

## Історія
До середини I тис. після Р. Х. на Суматрі виникли перші малайські держави. До кінця VII ст. вони об'єдналися навколо буддійського царства Шривіджая, столиця якого розташовувалась поблизу сучасного міста Палембанг. Шривіджая поступово завоювала всю Суматру, Західну й Центральну Яву та Малайський півострів, створивши колонії вздовж морського узбережжя та великих річок у межах своїх володінь. Утворилася велика морська імперія, яка протягом п'яти століть, аж до свого занепаду в XI ст., домінувала в регіоні й контролювала основні торговельні шляхи Західної Індонезії. В межах Шривіджаї відбулася консолідація малайського етносу. Кінець держави був пов'язаний з руйнівним нападом держави Чола з півдня Індії в першій половині XI ст.
У XIII—XIV ст. малайці потрапили в сферу впливу яванської імперії Маджапагіт. Особливо сильним яванський вплив був у Палембанзі. Центр малайської державності перемістився в Малакку, державу на західному узбережжі Малайського півострова, засновану 1400 р. Парамешварою, принцом-втікачем з Палембангу. Натомість Палембанг став спочатку анклавом китайських піратів, а потім батьківщиною сильно яванізованої місцевої версії малайської культури. Протягом століть на берегах річки Мусі малайці змішувались з мігрантами з інших країв: арабами, індійцями, китайцями, яванцями та іншими індонезійськими народами.
В XIV—XV ст. малайці були навернені на іслам, а після падіння Малакки 1511 р. на малайських землях протягом XVI—XVIII ст. постали численні незалежні султанати, серед них і Палембанг (1659—1823). В межах власного султанату відбулася консолідація палембангів в окремий народ.

## Суспільство
Палембанзьке суспільство відзначається соціальним розшаруванням, що є спадком Палембанзького султанату. Палембанги поділяються на дві основні верстви: вонг-джеро (Wong Jeroo), нащадки королівських та шляхетних родин колишнього султанату, та вонг-джабо (Wong Jabo) — простолюдини. Аристократичні групи носять титули, що відповідають їхньому походженню. Особливі титули використовують нащадки шляхти, що змішалися з простими людьми. Простолюдини — це клас, що становить основну масу палембанзького суспільства.
Палембанзька сільська громада (марга) формувалася під сильним яванським впливом. Вона включає декілька сусідніх сіл — дусунів, які, в свою чергу, складаються з кампунгів — кварталів, розташованих поруч. У більшості інших малайських регіонів кампунгом називають будь-яке село.
Родовід у палембангів прослідковується як за батьківською, так і за материнською лінією. Дитина вільна сама обирати, належатиме вона до роду батька або матері. Чоловік є головою сім'ї, він вважається її постачальником та захисником. Обов'язком дружини є піклування про охайність та гармонію в домі.
Дуже важливою для палембангів є весільна церемонія. Вона є символом створення єдності, спільності та взаємодопомоги. Після весілля молодята можуть вільно жити там, де хочуть, або ж оселяються там, де було визначено шляхом обговорення з батьками. Вже після заручин наречена стає об'єктом відповідальності свого нареченого, він повинен оплачувати всі її потреби, але годувати її до весілля повинні продовжувати батьки. В суспільстві більше цінується народження хлопчиків, їх сприймають як продовжувачів роду.
Окремі терміни відрізняють порядок народження братів і сестер: какчак (kakcak) — найстарший брат чи сестра, какчек (kakcek) — другий за народженням, какчик (kakcik) — третій і молодший. Відповідно й дядьки-маманг (mamang) та тітки-бібі (bibi) визначаються як мангчак (mangcak), мангчек (mangcek) і мангчик (mangcik) та бічак (bicak), бічек (bicek) і бічик (bicik).
Майже всі палембанги є мусульманами, але ставлять традиції вище за іслам. Вони вважають, що сталі норми життя повинні підтримуватись, а ісламське законодавство — шануватися. Палембанги продовжують пишатися своїми традиціями, навіть високоосвічені люди міцно дотримуються звичаїв свого народу. В останні роки Індонезія почала розвивати національну культуру, це викликає в палембангів відчуття духовного гніту, вони побоюються ерозії власної етнічної ідентичності.
Палембанги відомі як гордий народ, який не буде займатися фізичною працею, якщо знайде спосіб уникнути її.

## Господарство

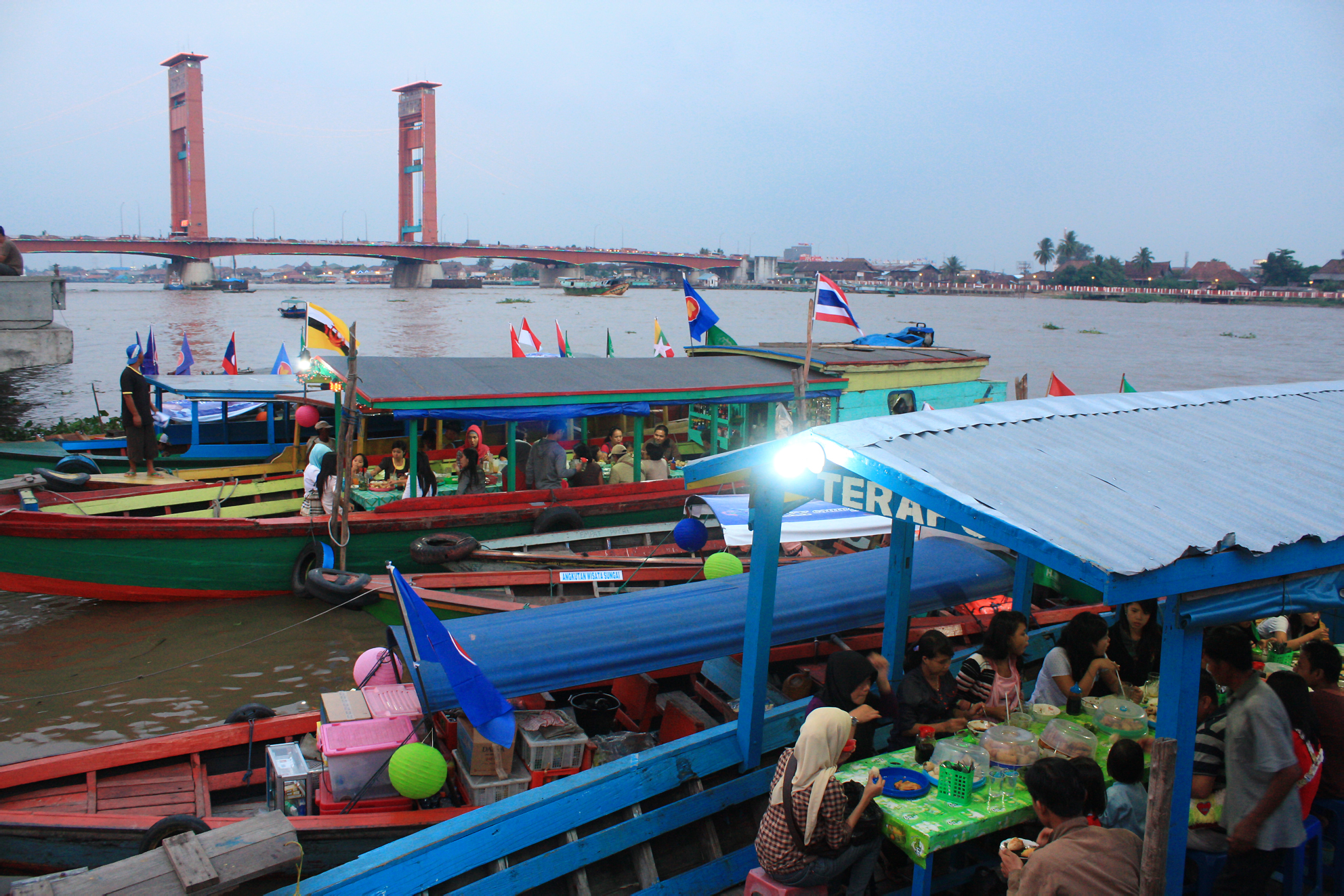
Плавучий продуктовий магазин на річці Мусі.

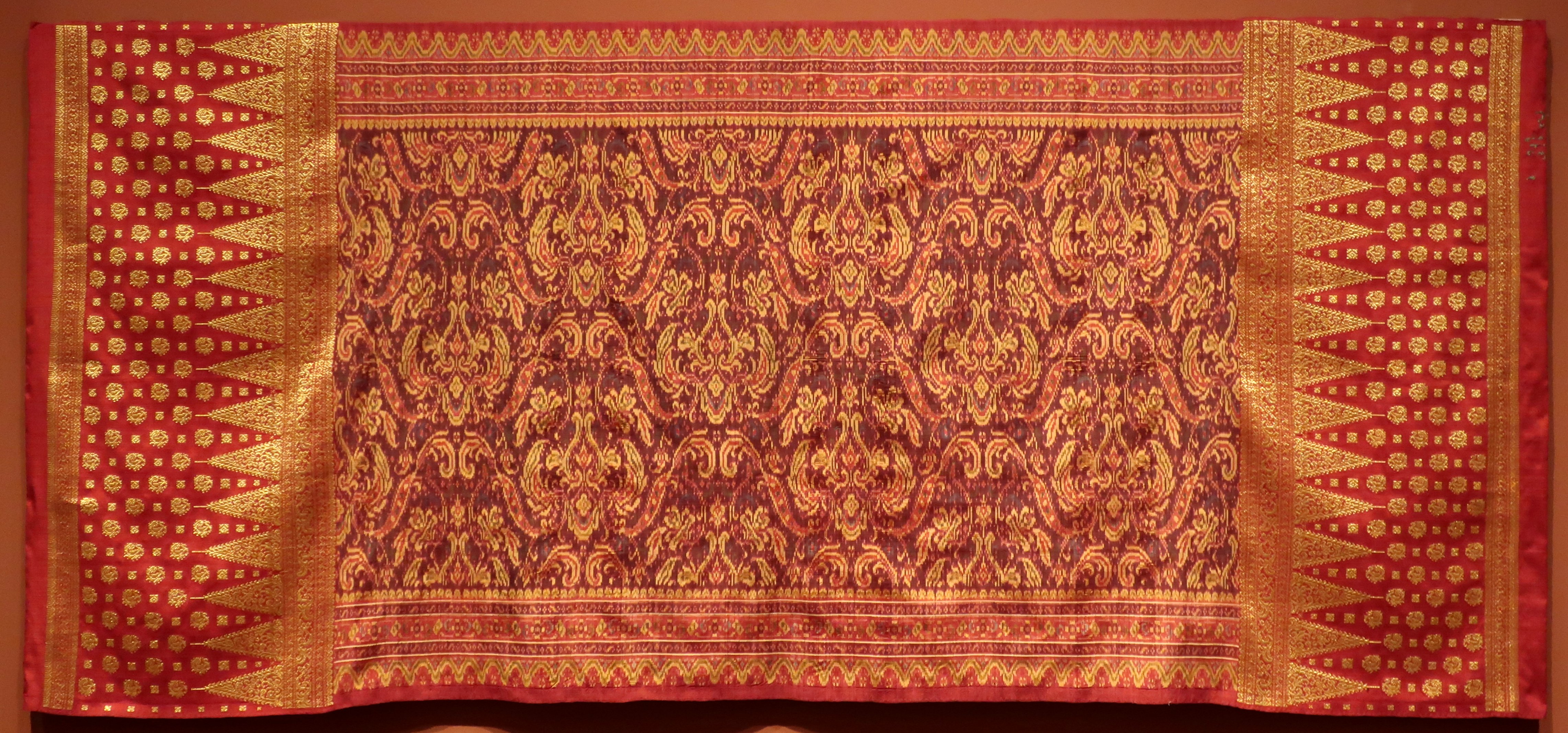
Шаль із Палембанга (кінець XIX ст.).

Головною продовольчою культурою Південної Суматри є рис. Вирощують його в основному на берегах річки Мусі та її приток, де є можливість застосовувати зрошувальні технології; отримують два-три врожаї на рік. Культивація полів на Суматрі є більш примітивною в порівнянні з Явою. Власного рису не вистачає. Другою продовольчою культурою є кукурудза. Саджають також батат, касаву (маніок), земляний горіх (арахіс), банани, цукровий очерет; овочів вирощують мало. Із технічних культур першість належить каучуку. Отримало розвиток також плантаційне вирощування експортних культур (каучук, чай, тютюн, олійна, арекова та кокосова пальми, сизаль, кава, перець, какао тощо).
Важливе місце в господарстві палембангів займає також рибальство. Багато людей з Палембанга працюють державними службовцями, інші є власниками дрібних магазинів, торгують на базарах, працюють на промислових підприємствах, в галузі освіти та науки, в лісовому господарстві та на транспорті. Важливу роль для палембангів відіграють річки. Вони є головними транспортними магістралями, використовуються як торгові майданчики (тут торгують з човнів), для вирощування рису, купання, миття тощо. У Палембанзі розвинені суднобудівництво та судноремонт.
Міста та селища Східної Суматри є старовинними центрами високорозвиненого ремесла. На всьому архіпелазі відомі палембанзькі ткачі, що виготовляють знамениті шовкові саронги яскравих кольорів, а також парчеві тканини. У селах збереглося виробництво бавовняних тканин та їх фарбування за допомогою рослинних барвників. Відомі також палембанзькі ковалі й ювеліри, що ведуть суперництво з майстрами Джок'якарти й Суракарти. Вони виробляють найтонші філігранні вироби, художньо оформлений посуд, чудові зразки холодної зброї. Не менше знамениті палембанзькі суднобудівники, які виготовляють традиційні човни прау. Майже в кожному селі є свої корабельні майстри. Високо розвинене мистецтво плетіння.

## Поселення
Паленмбанзькі села бувають різними за розміром, одні мають по декілька сотень, а то й тисяч жителів, інші складаються лише з декількох хат. Планування вільне, зазвичай хати розкидані вздовж берега річки без певного порядку, іноді декілька десятків хат стоять одна навпроти одної й утворюють вулицю. Часто поселення розташовані на мілководді, за декілька десятків або навіть сотень метрів від берега, в зручній бухті. Хати пов'язані між собою містками, що утворюють «вулиці» та «провулки». Довгі містки ведуть до берега. Палембанги, що живуть на берегах великих річок, будують також хати на плотах. Плотами можна легко пересуватися річками або вздовж морського узбережжя й приставати до берега в потрібному місці.

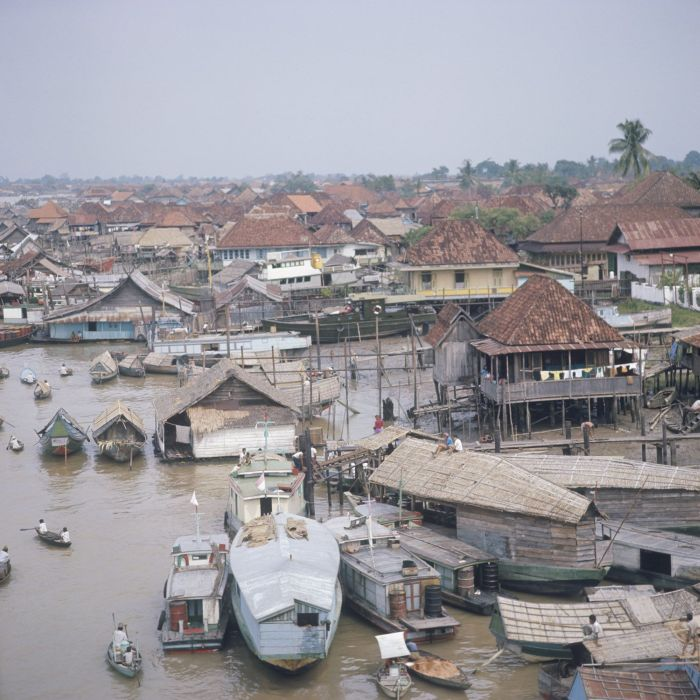
Палембанг і річка Мусі (1971).

Місто Палембанг стоїть на берегах річки Мусі з її численних рукавами та протоками. Через неширокі канали та протоки перекинуті піднімні мости. Човни є головним засобом пересування в місті, вони тисячами снують річкою Мусі. Багато човнів водночас є й житлом.
Типова палембанзька хата лімас має форму піраміди, вона розрахована на нуклеарну сім'ю. Хати прямокутні в плані, мають каркасну конструкцію, стоять на високих (від 1,5 до 3,5 м) палях, що піднімають їх над землею або над водою. Це захищає житло від частих повеней. Основний будівельний матеріал — бамбук. Дах дуже високий, плавно спускається над великою відкритою парадною кімнатою. Іноді попереду влаштовують веранду. До житлового приміщення підіймаються високими сходами, буває прямо з човнів. На суходолі простір під хатою використовується як хлів для худоби, пташник, місце для зберігання риболовного та сільськогосподарського знаряддя.
Останнім часом традиційні хати витісняються хатами в сучасному стилі, що стоять на землі, хоча раніше хати без паль були свідченням того, що тут живуть яванці-спереселенці. Така тенденція обумовлена багатьма факторами, один з яких полягає в тому, що дерев'яні матеріали для піднятої платформи стають все дорожчими та їх складніше отримати.
Інтер'єр палембанзької хати нескладний, в передній її частині розташоване приміщення для прийому гостей, далі за плетеною стінкою знаходиться велика кімната, яка завісами та циновками може бути поділена на окремі спальні відділення. Вогнище влаштовують у прибудові до хати. Це дерев'яний ящик, заповнений втрамбованою глиною та золою. У хаті є звичні для індонезійців побутові предмети: плетені скрині й короби, на стінах у плетених сітках підвішені сита, ковші, глечики. Поряд із грубої роботи керамічними виробами місцевого виробництва використовують куповане металеве кухонне начиння. В хатах багато циновок різної форми та розмірів. У багатьох сім'ях є сучасні меблі, радіоприймачі, телевізори та інша побутова техніка.
Будинки аристократів поділяються на декілька кімнат, кожна з яких має спеціальне призначення. У передній частині будинку знаходиться веранда-джоган, де сім'я відпочиває. В основному приміщенні виділені спальні місця для різної категорії гостей: молодих родичів-чоловіків, які приходять на допомогу під час проведення урочистостей, людей середнього віку, літніх та шанованих гостей. Кухня розташована в задній частині будинку.

## Кухня
Їжа палембангів загалом є типовою для народів Індонезії. Її основу складає рис в різному вигляді, здобрений приправами. Важливе місце в раціоні займають фрукти, менш поширені овочі. М'ясні страви їдять рідко, вони вважаються делікатесом. Натомість риба в деяких місцевостях за долею в раціоні значно перевершує всі інші види їжі. Способи приготування риби різні: її смажать, варять у солоній воді зі спеціями, в'ялять на сонці, коптять, фарширують, а деякі види вживають і сирими. Надзвичайно поширене приготування гострих рибних соусів, відомих під назвою траси, їх роблять із заквашеної дрібної риби та креветок. Улюбленими напоями є кава та чай; спрагу вгамовують соком кокосового горіха.
Дуже популярною стравою в Палембанзі є пемпек, основними інгредієнтами якого є риба та сагове борошно. До типових палембанзьких страв належать також рибний суп текван (індонез. Tekwan), суп з локшини мьєчелор (індонез. Mie Celor), який готують у кокосовому молоці та бульйоні на основі креветок, рисові млинці бурго (індонез. Burgo), пряна локшина лаксо (індонез. Lakso), фірмова палембанзька страва із вареного пангасіуса пінданг-патін (індонез. Pindang patin), популярна приправа з дуріану темпояк (індонез. Tempoyak), страва отак-отак із риби або морепродуктів у кокосовому молоці, загорнутих у бананове листя, смажені сухарики керупук.
Палембанзька кухня включає ряд страв, запозичених у китайців, яких багато живе в Палембанзі.